# Vaccinium nagamasu
Vaccinium nagamasu är en ljungväxtart som beskrevs av Graham Charles George Argent. Vaccinium nagamasu ingår i Blåbärssläktet, och familjen ljungväxter. Inga underarter finns listade i Catalogue of Life.